# Filip Kljajić
Filip Kljajić (født 16. august 1990) er en serbisk fodboldspiller.

## Landsholdskarriere
Han har tidligere spillet for Serbiens landshold. Han har spillet 1 landskampe for Serbien.

## Serbiens fodboldlandshold
| Serbiens landshold | Serbiens landshold | Serbiens landshold |
| År                 | Kmp                | Mål                |
| ------------------ | ------------------ | ------------------ |
| 2016               | 1                  | 0                  |
| Total              | 1                  | 0                  |